# Selapon
Selapon (mal. Kampong Selapon) – wieś w mukimie Batu Apoi w dystrykcie Temburong we wschodnim Brunei. Położona jest na końcu drogi Jalan Selapon, na południowy wschód od Bangar, stolicy dystryktu.
Od 1 lipca 1968 do 31 grudnia 2007 roku zarządcą wioski był Nisau Anak Jalai, z pobliskiego Serukop. Później jego obowiązki pełnił tymczasowo, do 3 stycznia 2010, penghulu mukimu Batu Apoi, Orang Kaya Setia Ahmad Hj Lakim. Obecnie funkcję tę pełni, wybrany w wyborach, Martan Martin Apoi